# Cantó de Sant Jurvèva
El cantó de Sant Jurvèva és un cantó francès del departament de l'Avairon, a la regió d'Occitània. Està inclòs en el districte de Rodez, té 7 municipis i el cap cantonal és Sant Jurvèva.

## Municipis
- Alpuèg
- Cantoenh
- Graissac
- La Calm
- Sant Jurvèva
- La Terrissa
- Vitrac

## Història
| Data d'elecció                           | Identitat                | Partit        | Qualitat |
| ---------------------------------------- | ------------------------ | ------------- | -------- |
| 1999.-                                   | Renée-Claude Coussergues | Divers droite |          |
| les dades anteriors no són pas conegudes |                          |               |          |
|                                          |                          |               |          |

## Demografia
| 1962  | 1968  | 1975  | 1982  | 1990  | 1999  | 2006  |
| ----- | ----- | ----- | ----- | ----- | ----- | ----- |
| 2.670 | 2.942 | 2.547 | 2.603 | 2.363 | 2.131 | 2.127 |